# Cabra de las Mesetas
La cabra de las Mesetas es una raza caprina autóctona española reducida a las zonas montañosas de Castilla y León, aunque llegó a ocupar también buena parte de Castilla-La Mancha, y estuvo presente en zonas de Aragón, Extremadura y Andalucía. En la actualidad se reduce al entorno de la cuenca del Duero, y se reparte por las provincias de León, Salamanca y Zamora.
Parece ser el fruto de la influencia de los troncos capra aegagrus hircus y prisca. Son animales heterocigóticos, de elevada rusticidad, con perfil recto o ligeramente subcóncavo, mesomorfos y eumétricos. Tienen el tronco profundo y los costillares aplanados. Su capa presenta grandes variaciones, aunque predomina la rubia. Los machos tienen barba y un número reducido de hembras posee perilla.
Su utilización se centra principalmente en la producción de cabrito lechal, la producción de leche y productos cárnicos como la cecina de chivo y cabra, en la zona de la provincia de León.